# If You Can Afford Me
«If You Can Afford Me» es una canción de Katy Perry incluida en el álbum debut della cantante, One of the Boys, lanzado como sencillo promocional en 2009 solo para el mercado de Nueva Zelanda. La canción fue escrita por Katy Perry, Dave Katz y Sam Hollander y producida por S * A * M y Sluggo. Se refiere con una broma irónica a un exnovio.
El sencillo entró en el número 40 en la clasificación de Nueva Zelanda 21 de septiembre de 2009 y se elevó a 28, su punto más alto, la semana siguiente, antes de caer a 40 y desaparecer de la clasificación.
La canción recibió críticas mixtas. Sal Cinquemani, crítica de Slant Magazine, comparó "If You Can Afford Me" to Madonna "Material Girl", escribiendo que "podemos ver la ironía en las líneas" "I don't need your dollar bills/I just want something real" (No necesito tus billetes de dólares / Solo quiero algo real)", pero eso es donde se limita el parecido con la canción de Madonna. "Neil McCormick de Telegraph.co.uk llamó" pura melodrama, casi una secuela escasa de High School Musical ".